# Colonia la Granjena
Colonia la Granjena är en ort i Mexiko.   Den ligger i kommunen Poncitlán och delstaten Jalisco, i den centrala delen av landet, 400 km väster om huvudstaden Mexico City. Colonia la Granjena ligger 1 537 meter över havet och antalet invånare är 336.
Terrängen runt Colonia la Granjena är huvudsakligen kuperad, men söderut är den platt. Runt Colonia la Granjena är det tätbefolkat, med 297 invånare per kvadratkilometer. Närmaste större samhälle är Ocotlán, 2,4 km öster om Colonia la Granjena. Trakten runt Colonia la Granjena består till största delen av jordbruksmark.